# Joseph Globus
Joseph Haim Globus (ur. 25 listopada 1885 w Witebsku, zm. 19 listopada 1952 w Nowym Jorku) – amerykański lekarz, neurolog i neuropatolog.
Ukończył Columbia College w 1915, w 1917 otrzymał tytuł M.D. na Cornell University. Dzięki stypendium Blumenthala na dwa lata wyjechał do Hamburga, gdzie studiował neuropatologię u Alfonsa Jakoba. Po powrocie do Stanów Zjednoczonych w 1922 powierzono mu zadanie organizacji laboratorium neuropatologicznego w nowojorskim Mount Sinai Hospital. Należał do American Neuropathological Society, New York Neurological Society, New York County Neurological Society. Redagował czasopisma „Journal of Neuropathology and Experimental Neurology” i „The Journal of The Mount Sinai Hospital”.
Razem z Israelem Straussem opisał rodzaj guza mózgu, spongioblastoma.
W 1960 pośmiertnie wyróżniony, razem z George'em Hassinem, nagrodą American Association of Neuropathologists.